# Модистка

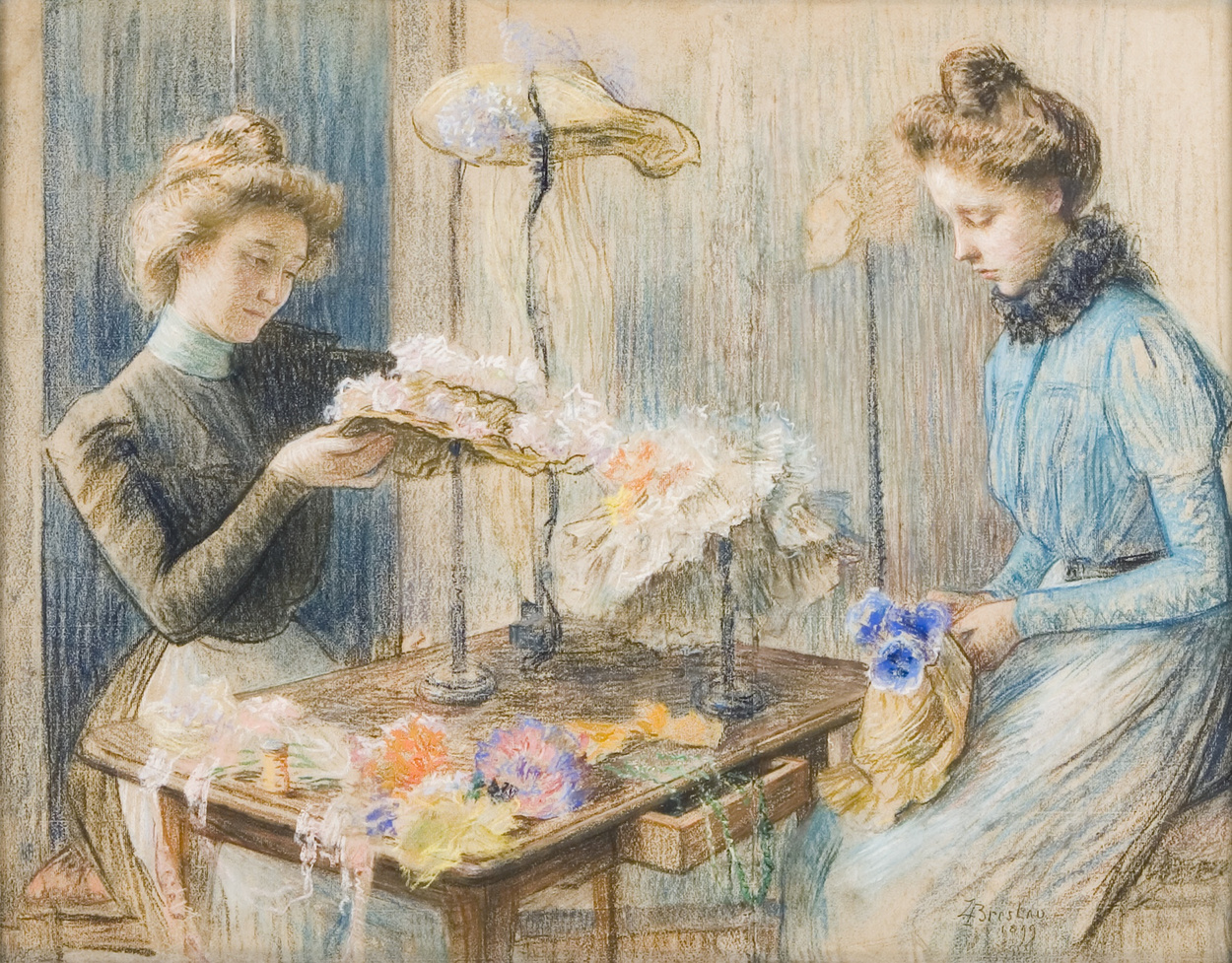
Л. К. Бреслау. «Модистки» (1899)

Моди́стка (устар. от фр. modiste) — мастерица по изготовлению женских шляп, а также женского платья и белья.

## История
Профессия модистки существовала в XVIII—XIX веках.
Модистки создавали и украшали головные уборы для дам, шили одежду простого кроя, например платья несложных фасонов, передники, накидки, чепцы, шейные платки и мантильи. При изготовлении платьев более сложного кроя модистки пользовались услугами портных, которые создавали основу для дальнейшего украшения. В задачи модистки входили украшение и отделка одежды, для чего применялись разнообразные ленты, кружева, тесьма, бахрома, вышивка, драгоценные камни, цветы из ткани, косынки и шарфы, веера и прочее. Часто модистки переделывали и давали «вторую жизнь» ношеным вещам, перешивая и украшая их.
У модисток, владеющих крупными заведениями с широким кругом клиентов, иногда работало до 100 человек наёмного персонала. Для выполнения заказов привлекались ремесленники — портные, белошвейки, кружевницы, вышивальщицы, изготовители шляп и перчаток, а также искусственных цветов, фижм, корсетов, перьев, вееров и так далее.
Модистки являлись прообразом современных дизайнеров одежды и кутюрье.

### Франция

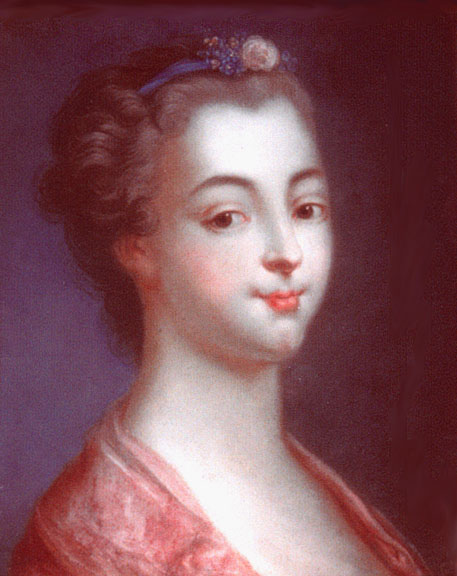
Портрет Розы Бертен — французской модистки XVIII века

Во Франции модисток называли «торговками модными товарами» фр. La Marchande de Modes. Эта профессия была преимущественно женской — как правило, в данной сфере трудились жёны и дочери торговцев тканями и галантереей. В 1776 году, согласно постановлению правительства, модистки были отделены от продавцов тканей и галантереи и получили возможность создать собственную гильдию.

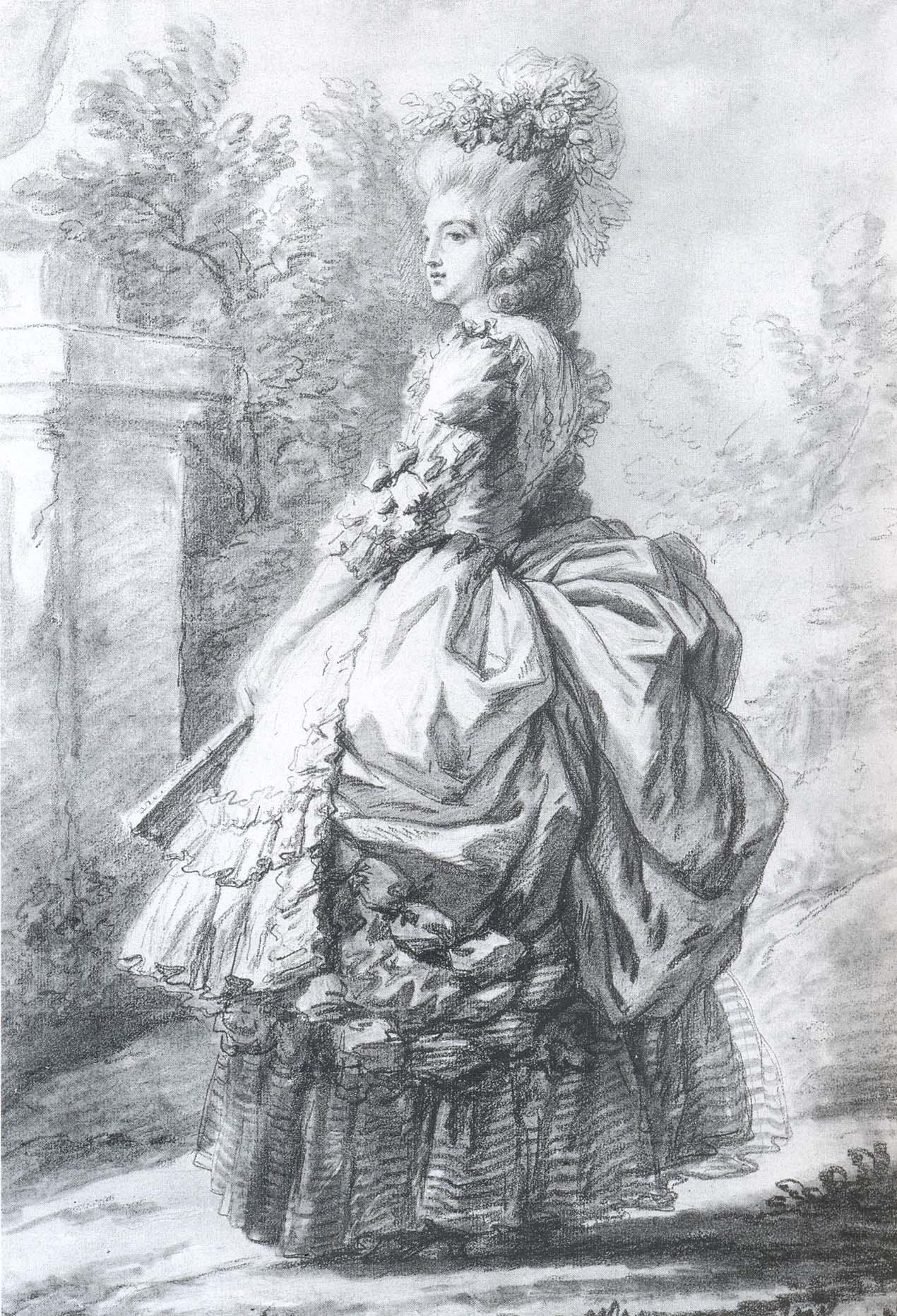
Мария-Антуанетта, предположительно в платье от Розы Бертен, 1780-е

Легендарной личностью эпохи Людовика XVI была Роза Бертен (1747—1813) — модистка французской королевы Марии Антуанетты, вошедшая в историю под прозвищем «Министр Моды» фр. La ministre des modes, которую современные исследователи называют одним из первых французских модельеров. В разное время выходили биографические издания, посвящённые жизни и деятельности модистки.
Роза Бертен была общительна и обладала талантом предпринимателя, что помогло ей открыть собственное дело. Клиентами её магазина «Великий Могол» (фр. Grand Mogol), открытого 24 октября 1773 года на Рю-Сент-Оноре (фр. Rue Saint-Honoré), были представители знатных родов Франции, Англии, Швеции, Испании и России. В результате Великой французской революции Розе Бертен пришлось в 1792 году эмигрировать в Англию, где она продолжила свою деятельность. Во Францию вернулась лишь в 1800 году, но вскоре отошла от дел.
Одно время Бертен ошибочно приписывали авторство крылатой фразы «Новое — это хорошо забытое старое», которую она будто бы произнесла, когда обновила старое платье Марии-Антуанетты.
Работы Розы Бертен сохранились на портретах супруги Людовика XVI, наряды для которой модистка создавала с 1774 года до свержения Марии-Антуанетты в 1792 году.

### Россия

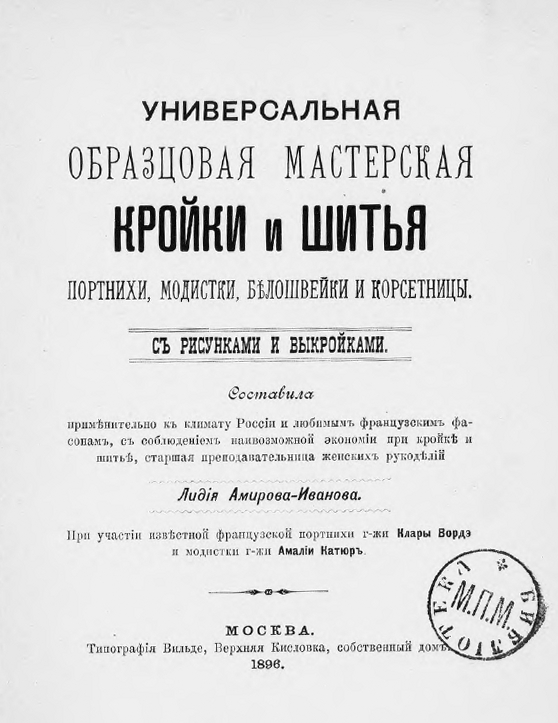
Книга для обучения кройке и шитью (1896)

В русском языке термин «модистка» появился лишь в 1803 году.
В городах Российской империи существовали женские профессиональные школы модисток, а также профессиональные сообщества дамских портных и модисток.
Во многих женских журналах имелись рубрики и разделы, посвящённые различным видам рукоделия, но профессиональные издания для модисток появились лишь в последней четверти XIX века. Так, на рубеже XIX и XX веков в Санкт-Петербурге выходили «Вестник моды для модисток» и ежемесячный иллюстрированный журнал «Модистка» с моделями шляп, головных уборов и украшений. Последний был русским изданием парижских модных журналов «La Modiste Parisienne» и «Le Journal des Modistes».
В Едином тарифно-квалификационном справочнике работ и профессий рабочих Общероссийского классификатора профессий рабочих, должностей служащих и тарифных разрядов приведена профессия «модистка головных уборов» (Базовая группа 7443. Профессии рабочих швейной промышленности).

## Образы в искусстве
Образы модисток встречаются в изобразительном искусстве, кино и литературе:
- Модистки за работой изображены на полотнах таких художников, как Буше, Дега, Мане, Тулуз-Лотрек, Ренуар, Леммен, Гонсалес, Исраэлс, Бреслау.
- Роза Бертен — роль модистки королевы Марии-Антуанетты сыграла актриса Софи Демаре в кинофильме Саши Гитри «Если бы нам рассказали о Париже» (1956). Личности Розы Бертен также посвящён исторический роман Эмиля Ланглада «La Marchande de Modes de Marie-Antoinette. Rose Bertin» опубликованный на французском языке в 1911 году.
- Верка-модистка — экранизированный персонаж Людмилы Давыдовой в пятисерийном телефильме «Место встречи изменить нельзя» (1979).
- Француженка-модистка — в исполнении актрисы Ольги Волковой в кинофильме Эльдара Рязанова «Жестокий романс» (1984).
- «Модистка» — водевиль в 1 действии, сочинённый членом общества русских драматических писателей и оперных композиторов О. Н. Свенцицким.
- «Полинька» — рассказ А. П. Чехова, действие которого происходит в галантерейном магазине, повествует о разговоре дочери модистки и влюблённого в неё приказчика.
- «Он не может пропустить ни одной гнусной модистки» — Михаил Булгаков, «Собачье сердце».
- «[Анна] отдала модистке для переделки три платья» — Л. Н. Толстой, «Анна Каренина».